# Uneven
Uneven is het vijfde album van Sieges Even, uitgebracht in 1997 door Under Siege / Semaphore. Het is het laatste album voor Sieges Even de eerste keer uit elkaar ging.

## Track listing
1. "Disrespectfully Yours" - 3:50
2. "What If?" - 5:20
3. "Trainsong" - 4:39
4. "Rise And Shine" - 5:28
5. "Scratches In The Rind" - 5:59
6. "Different Pace" - 5:32
7. "What's up God?" - 6:11
8. "Love Is As Warm As Tears" - 7:17

## Band
- Greg Keller - Zanger
- Wolfgang Zenk - Gitarist
- Oliver Holzwarth - Bassist
- Alex Holzwarth - Drummer
- Börk Keller - Toetsenist